# Paul Declerck
Paul Declerck (Westkerke 16 december 1922 - Brugge 17 september 1981) was een rooms-katholiek priester en historicus.

## Levensloop
Paul Ambroos Juliaan Declerck was de zoon van schrijnwerker Jozef Declerck en Elisa Vandecasteele. Hij volbracht zijn humaniorastudies aan het O. L. Vrouwcollege in Oostende. Hij trad in het seminarie en werd op 14 maart 1947 tot priester gewijd. 
Na enkele maanden les geven aan het College in Ieper ging hij studeren aan de Katholieke Universiteit Leuven en promoveerde in 1950 tot licentiaat wijsbegeerte en letteren, afdeling geschiedenis, met een verhandeling over Walter van Marvis, bisschop van Doornik. Ondertussen was hij in 1949 voor enkele maanden naar Rome gezonden om er Mgr. A. Pelzer, scriptor aan de Vaticaanse Bibliotheek bij te staan. 
Hij werd achtereenvolgens leraar in Roeselare (1950) en Torhout (1952), professor filosofie aan het Groot-Seminarie (1954), directeur van de Normaalschool in Torhout (1956), professor kerkgeschiedenis aan het Groot-Seminarie (1959), leerstoel die hij tot aan zijn dood zou bekleden. Hij doceerde hetzelfde vak vanaf september 1962 in het regentaat van het Sint-Andreasinstituut in Brugge en vanaf 1966 aan het Hoger Instituut voor Godsdienstwetenschappen bij de Katholieke Universiteit in Leuven. In september 1959 werd hij erekanunnik van de kathedraal en in 1970 werd hij president van het Brugse Seminarie.
Declerck was bestuurslid van het Genootschap voor Geschiedenis te Brugge van 1959 tot aan zijn dood. Hij was bijzonder bevriend met Egied I. Strubbe, die zijn archief aan hem naliet.

## Publicaties
Declerck publiceerde in:
- Collationes Brugenses et Gandavenses
- Vlaams tijdschrift voor theologie en pastoraal
- De Leiegouw
- Biekorf
- Iepers Kwartier
- Handelingen van het Genootschap voor Geschiedenis te Brugge.

Hij schreef artikels in de huldealbums ter ere van Joseph De Smet, Antoon Viaene en Eligius Dekkers.
De volledige bibliografie van zijn historische studies is opgenomen in het hierna vermelde In memoriam door N. Huyghebaert.
Samen met Baudouin Janssens de Bisthoven en Michel Cloet coördineerde hij de publicatie van het verzamelwerk Het Bisdom Brugge (1559-1984), dat verscheen na zijn dood. 